# Пауза в глобальном потеплении

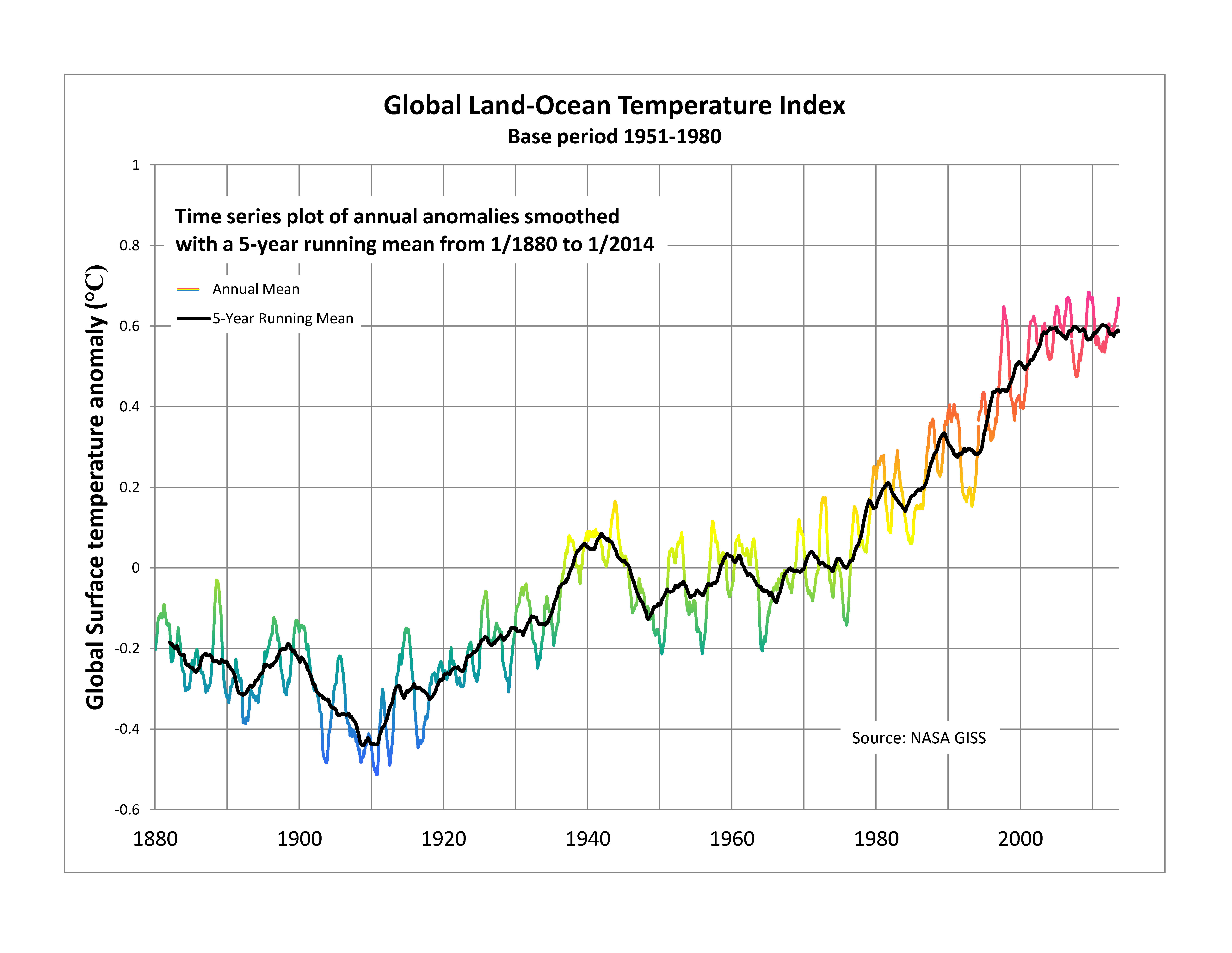
Температура океана

Пауза в глобальном потеплении — период относительно стабильной в глобальном масштабе средней температуры поверхности Земли. Такие периоды время от времени сопровождают резкие всплески потепления.
Последняя пауза продолжалась с 1998 по 2013 год из-за относительного спада температуры после Эль-Ниньо. С тех пор, несмотря на то, что продолжается накопление тепловой энергии за счет положительного баланса энергии Земли, имеющиеся температуры на поверхности Земли показывают более медленные темпы роста, чем в предыдущем десятилетии. Стабилизация температуры является аномальной с точки зрения известных моделей глобального потепления.
Актуальность научной дискуссии определяется, прежде всего, наличием существенного влияния человека на климат.

Рост средней температуры по планете

Исследование, опубликованное в июле 2015 года по обновленному набору данных NOAA, ставит под сомнение существование паузы и не находит признаков замедления даже в более ранние годы. Впоследствии подробное исследование подтверждает вывод о том, что потепление продолжается, но оно также обнаруживает, что в период с 2001 по 2010 год потепление было меньше, чем предсказывали климатические модели, и что это замедление может быть связано с Тихоокеанским десятилетним колебанием, который в этот период был отрицательным. Статистическое исследование данных о глобальной температуре с 1970 года делает вывод, что термин «перерыв» или «пауза» не оправдан.
В январе 2017 года исследование, опубликованное в журнале Science Advances, поставило под сомнение существование недавней паузы, дав больше доказательств того, что температура океана была занижена.
Общая тенденция остается: глобальная температура продолжает расти. Самые тёплые семь лет за всю историю наблюдений произошли с 2015 года, и каждое десятилетие, начиная с 1980-х годов, было теплее предыдущего.